# Gertrud Heizmann
Gertrud Heizmann, verheiratete Heimann (* 10. Februar 1905 in Bern; † 9. Dezember 1992 in Murten), war eine Schweizer Kinder- und Jugendbuchautorin.

## Leben
Gertrud Heizmann wurde als Tochter eines Mechanikers in Bern geboren. Nach der Sekundarschule absolvierte sie eine Buchhändlerlehre bei Francke in Bern. In den folgenden Jahren arbeitete sie in Exeter, Pisa und Paris auf ihrem Beruf. In der französischen Hauptstadt lernte sie den Monteur und späteren Schriftsteller Erwin Heimann kennen und folgte ihm zurück in die Schweiz, wo das Paar 1936 heiratete. Noch im selben Jahr machte es sich auf eine mehrmonatige Ägyptenreise. 1937 wurde der Sohn Alexander Heimann, eines von zwei Kindern des Paares, geboren, der sich einen Namen als Krimiautor machte.
Ab Ende der 30er-Jahre verfasste Gertrud Heizmann über ein Dutzend sehr erfolgreiche Kinder- und Jugendbücher, teils auf Deutsch, teils in Berner Mundart, die eine ganze Generation von Kindern und Jugendlichen prägte.
Etliche der Romane sind im Berner Oberland verortet und zeichnen sich neben einer emphatischen Charakterzeichnung der jugendlichen Akteure durch eine stimmungsvolle Landschaftsbeschreibung der voralpinen Gebirgswelt aus.

## Auszeichnungen
- Preis des Kantons Bern 1947
- Preis der Schweizerischen Schillerstiftung 1948
- Berner Literaturpreis 1951 und 1959
- Schweizer Jugendbuchpreis 1975

## Werke
- Sechs am Stockhorn. Francke, Bern 1939
- Die Sechs am Niesen. Eine Feriengeschichte. Francke, Bern 1941
- Xandi und das Wunderkraut. Eine Geschichte für Kinder. Francke, Bern 1943
- Christjohann und Kesslergret. Eine Kindergeschichte aus den Bündnerbergen. Francke, Bern 1946
- Sechs in den Bergen. Erzählung. Francke, Bern 1947
- Munggi. Eine Geschichte von Murmeltieren und einem kleinen Mädchen. Francke, Bern 1950
- Fünf Kinder und drei Geissen. Jugendbuch. Evangelischer Verlag, Zollikon 1953
- Enrico. Die Geschichte eines Italienerbuben in der Schweiz. Francke, Bern 1954
- Unter der Brücke. Francke, Bern 1958
- Wir haben noch Wind in den Haaren. Francke, Bern 1960
- Um zehn Uhr auf der Concorde. Francke, Bern 1963
- Das vorwitzige Rötelein. Eine Geschichte von zwei grossen und fünf kleinen Füchsen. Francke, Bern 1966
- Zwischen Firn und Asphalt. Francke, Bern 1970
- E Spatz flügt i Himmel. Bärndütschi Gschichte zum Vorläse. Francke, Bern 1972
- Mutter Jolie. Francke, Bern 1976
- D’Josephine und ihri Töchter. E bärndütschi Chatzegschicht. Viktoria, Ostermundigen 1980